# 참교육어머니전국모임
참교육어머니전국모임은 보수 성향의 학부모 단체이다. 전교조, 학생인권조례, 성소수자, 무상급식 등에 반대하는 성향과 함께 친 박근혜 성향을 보인다.

## 같이 보기
- 바른성문화를위한국민연합
- 건강한사회를국민연대